# Otfried Michl
Otfried Michl (* 1959 in Stuttgart) ist ein deutscher Jurist. Er war vom 3. August 2009 bis 31. Juli 2025 Richter am Bundesfinanzhof.

## Leben und Wirken
Michl trat nach Abschluss seines Studiums der Rechtswissenschaften an der Universität Tübingen und des juristischen Vorbereitungsdienstes in Stuttgart am 1. April 1987 als Regierungsassessor in den höheren Dienst der Finanzverwaltung des Landes Baden-Württemberg ein. Der Tätigkeit beim Finanzamt Waiblingen schlossen sich Abordnungen an verschiedene Finanzämter an. Im Jahr 1990 erfolgte seine Ernennung zum Regierungsrat beim Finanzamt Stuttgart-Körperschaften. Ab dem 1. Januar 1992 wurde Michl für vier Jahre als wissenschaftlicher Mitarbeiter an den Bundesfinanzhof abgeordnet und 1993 zum Oberregierungsrat ernannt. Nach einer Abordnung an das Sächsische Finanzgericht im März 1995 wechselte er zum 1. März 1996 unter Ernennung zum Richter am Finanzgericht in den sächsischen Justizdienst. Ab dem 1. Januar 1999 übernahm er im 6. Senat des Sächsischen Finanzgerichts die Tätigkeit eines Vorsitzenden Richters und wurde am 1. August 2005 zum Vorsitzenden Richter am Finanzgericht ernannt. Mit seiner Ernennung zum Richter am Bundesfinanzhof am 3. August 2009 trat Michl seinen Dienst im III. Senat des Bundesfinanzhofs an. Von Ende 2011 bis zu seinem Ausscheiden aus dem aktiven Dienst Ende Juli 2025 war er Mitglied des im Wesentlichen mit Umsatzsteuer und Körperschaftsteuer befassten XI. Senats und dort seit 2016 regelmäßiger Vertreter des Vorsitzenden.